# Binary (album Ani DiFranco)
Binary è il diciannovesimo album in studio della cantautrice Ani DiFranco, pubblicato il 9 giugno 2017. In questo album è stata supportata da Todd Sickafoose, il contrabbassista che è in tour con lei dal 2004. Anche il batterista Terence Higgins, che è in tour con DiFranco dal 2012, l'ha accompagnata nella maggior parte dei brani dell'album. Jenny Scheinman e Ivan Neville si uniscono alla band per più della metà del disco. Altri musicisti presenti nell'album includono Maceo Parker, Justin Vernon di Bon Iver e Gail Ann Dorsey. L'album è stato mixato da Tchad Blake (che ha lavorato con The Black Keys, Pearl Jam, Sheryl Crow e molti altri).

## Tracce
1. Binary – 4:22
2. Pacifist's Lament – 5:56
3. Zizzing – 5:56
4. Play God – 4:53
5. Alrighty – 3:15
6. Telepathic – 3:12
7. Even More – 4:08
8. Spider – 3:53
9. Sasquatch – 5:46
10. Terrifying Sight – 5:14
11. Deferred Gratification – 3:05